# John Campbell-Jones
Michael John Campbell-Jones (ur. 21 stycznia 1930 roku w Leatherhead, Surrey, zm. 24 marca 2020 w Londynie) – brytyjski kierowca wyścigowy.

## Starty w Formule 1
| Rok  | Zespół              | Bolid      | Silnik    | 1     | 2     | 3      | 4     | 5      | 6      | 7     | 8     | 9     | 10    | Pozycja | Punkty |
| ---- | ------------------- | ---------- | --------- | ----- | ----- | ------ | ----- | ------ | ------ | ----- | ----- | ----- | ----- | ------- | ------ |
| 1961 | John Campbell-Jones | Cooper T51 | Climax L4 | MON - | NLD - | BEL -  | FRA - | GBR -  | GER NW | ITA - | USA - |       |       | NS      | 0      |
| 1962 | Emeryson Cars       | Lotus 18   | Climax L4 | NLD - | MON - | BEL 11 | FRA - | GBR -  | GER -  | ITA - | USA - | RPA - |       | NS      | 0      |
| 1963 | Tim Parnell         | Lola Mk4   | Climax V8 | MON - | BEL - | NLD -  | FRA - | GBR 13 | GER -  | ITA - | USA - | MEX - | RPA - | NS      | 0      |

| Legenda oznaczeń w tabelach wyników Wyświetl szablon na nowej stronie | Legenda oznaczeń w tabelach wyników Wyświetl szablon na nowej stronie                                                                     |
| Oznaczenie                                                            | Wyjaśnienie |
| --------------------------------------------------------------------- | --- |
| Złoty                                                                 | Zwycięzca lub mistrzostwo |
| Srebrny                                                               | 2. miejsce lub wicemistrzostwo |
| Brązowy                                                               | 3. miejsce lub II wicemistrzostwo |
| Zielony                                                               | Ukończył, punktował (w klasyfikacji generalnej, gdy zdobył co najmniej jeden punkt na przestrzeni sezonu, poza trzema powyższymi opcjami) |
| Niebieski                                                             | Ukończył, nie punktował (w klasyfikacji generalnej, gdy nie zdobył co najmniej jednego punktu na przestrzeni sezonu)                      |
| Czerwony                                                              | Nie zakwalifikował się (NZ) |
| Czerwony                                                              | Nie prekwalifikował się (NPK) |
| Różowy                                                                | Nie ukończył (NU) |
| Różowy                                                                | Niesklasyfikowany (NS) (w klasyfikacji generalnej, gdy nie został sklasyfikowany w żadnym wyścigu sezonu)                                 |
| Czarny                                                                | Zdyskwalifikowany (DK) |
| Czarny                                                                | Wykluczony (WYK/EX) |
| Biały                                                                 | Nie wystartował (NW) |
| Biały                                                                 | Kontuzjowany (K/INJ) |
| Biały                                                                 | Wyścig odwołany (OD/C) |
| Bez koloru                                                            | Został wycofany (WYC/WD) |
| Bez koloru                                                            | Nie przybył (NP/DNA) |
| Bez koloru                                                            | Nie brał udziału w treningach (NT/DNP) |
| Bez koloru                                                            | Nie został zgłoszony (–) |
| Pogrubienie                                                           | Start z pole position |
| Kursywa                                                               | Najszybsze okrążenie wyścigu |
| †                                                                     | Nie ukończył, ale jego rezultat został zaliczony ze względu na przejechanie więcej niż 90% dystansu wyścigu.                              |
| *                                                                     | Sezon w trakcie |
| 1/2/3                                                                 | Punktowana pozycja w sprincie kwalifikacyjnym                                                                                             |
| Lista systemów punktacji Formuły 1                                    | |

System punktacji w poszczególnych latach w F1